# Christuskirche (Bad Schwartau)

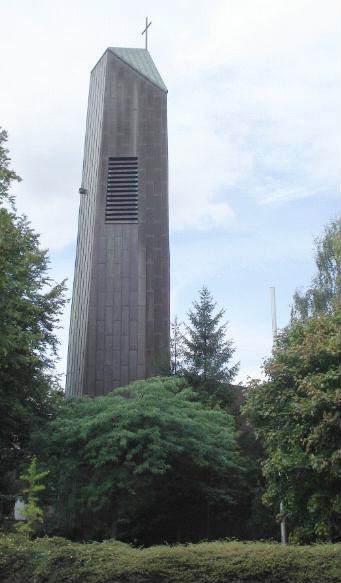
Die Christuskirche in Bad Schwartau

Die Christuskirche in Bad Schwartau (Kreis Ostholstein in Schleswig-Holstein) ist eine evangelisch-lutherische Kirche der Nordkirche. Zusammen mit der Georgskapelle ist sie die Kirche für das Gemeindegebiet der Schwartauer Ortsteile Kaltenhof und Schwartau.

## Geschichte
Über Jahrhunderte gehörte Schwartau zum Kirchspiel Rensefeld mit der Rensefelder Kirche und der Georgskapelle. Durch das Bevölkerungswachstum wurden ab 1945 zwei Pfarrer beschäftigt und 1960 die Kirchengemeinde geteilt. Nach 1945 wurde der Betsaal der Gesamtgemeinde im Lutherhaus als Kindergarten genutzt. Die politische Gemeinde erwarb das Lutherhaus, die Kirchengemeinde zog an die Ecke Berliner- und Auguststraße um und eröffnete dort 1959 einen Kindergarten. Anschließend begann der Bau der Christuskirche mit der Grundsteinlegung am 1. Juli 1960. Ein schon zuvor geplanter Kirchenneubau war wegen der Inflation nicht realisiert worden.

## Gebäude
Die Kirche wurde 1960 / 1961 nach Plänen der Hamburger Architektensozietät Grundmann und Sandtmann aus braunem Backstein, Stahl und Beton errichtet und am 26. Juni 1961 von Eutiner Bischof Wilhelm Kieckbusch geweiht.
Das Gebäude zeichnet sich durch klaren Formen – im Baustil der klassischen Moderne – aus, wobei der Turm sich an die natürliche Form eines Bergkristalls anlehnt, dem sich in klarer Flucht das drachenförmige Kirchenschiff anschließt. Abgestuft von diesem schließt sich ein trapezförmiger Baukörper an, der für Versammlungen genutzt wird.
In den 1980er Jahren traten Schäden am Turm auf, die durch die Schwingungen der Glocken verursacht wurden. Im Rahmen der Instandsetzung wurde der Turm mit Kupferblech verkleidet.
Die Fenster beidseitig des Turms im Kirchenschiff sind in blauem Farbton gestaltet und zeigen die vier Evangelistensymbole.
Beherrschendes Element des Raumes ist die bildergeschmückte Altarkrone – ein Metallkranz, der an Stangen über dem Altar aufgehängt ist.